# Отто Тедсен
Отто Тедсен (нім. Otto Thedsen; 1 січня 1886, Гамбург — 11 лютого 1949, Кіль) — німецький військово-морський інженер, спеціаліст з підводних човнів, контрадмірал-інженер крігсмаріне (1 березня 1943). Кавалер Німецького хреста в сріблі.

## Біографія
1 лютого 1905 року вступив на службу на верфі ВМС. У квітні 1911 року переведений у дивізію підводних човнів машиністом, плавав на різних підводних човнах. Учасник Першої світової війни, старший машиніст підводного човна SM U-16 (червень 1914 — березень 1918), потім — головний інженер підводного човна SM UC-91. Після демобілізації армії залишений на флоті. Пройшов курс військово-морського училища в Кілі (1920). З 21 лютого 1922 року — головний інженер міноносця G-8, з 11 жовтня 1925 року — інструктор військово-морського училища в Кілі. З 28 вересня 1927 року — вахтовий інженер на крейсері «Німфа», з 17 квітня 1929 року — на крейсері «Кенігсберг». З 3 жовтня 1931 року — інженер 2-ї півфлотилії міноносців. 4 жовтня 1933 року переведений в службу військово-морського постачання в Свінемюнде, а 24 вересня 1934 року призначений командиром роти 1-го батальйону корабельної кадрованої дивізії «Остзе». З 6 вересня 1935 року — інженер флотилії підводних човнів «Веддіген». 1 січня 1936 року призначений інженером при керівникові підводних човнів і залишався на цій посаді до кінця війни (посада кілька разів змінювала назву, але функції Тедсена залишалися незмінними). 8 травня 1945 року інтернований союзниками. 24 лютого 1946 року звільнений.

## Нагороди
- Орден Корони (Пруссія), медаль
- Залізний хрест
  - 2-го класу (24 грудня 1914)
  - 1-го класу (травень 1915)
- Ганзейський Хрест (Гамбург; жовтень 1916)
- Нагрудний знак підводника (1918) (березень 1918)
- Медаль «За вислугу років» (Пруссія) 1-го класу (15 років; 25 червня 1921)
- Почесний хрест ветерана війни з мечами (20 грудня 1934)
- Медаль «За вислугу років у Вермахті» 4-го, 3-го, 2-го і 1-го класу (25 років; 2 жовтня 1936) — отримав 4 нагороди одночасно.
- Медаль «У пам'ять 1 жовтня 1938»
- Застібка до Залізного хреста
  - 2-го класу (13 лютого 1940)
  - 1-го класу (5 квітня 1940)
- Хрест Воєнних заслуг 2-го і 1-го класу з мечами
- Німецький хрест в сріблі (31 серпня 1943)